# Мишин, Алексей Васильевич
Алексей Васильевич Мишин (1922—1965) — старший лейтенант Советской Армии, участник Великой Отечественной войны, Герой Советского Союза (1945).

## Биография
Алексей Мишин родился 11 августа 1922 года в деревне Некрасово (ныне — Захаровский район Рязанской области). До призыва в армию проживал в Москве, окончил восемь классов школы. В 1940 году Мишин был призван на службу в Рабоче-крестьянскую Красную Армию. В 1942 году он окончил Борисоглебскую военную авиационную школу пилотов. С мая 1943 года — на фронтах Великой Отечественной войны.
К концу войны старший лейтенант Алексей Мишин был заместителем командира эскадрильи 657-го штурмового авиаполка 196-й штурмовой авиадивизии 4-го штурмового авиакорпуса 4-й воздушной армии 2-го Белорусского фронта. К тому времени он совершил 96 боевых вылетов на бомбардировку скоплений боевой техники и живой силы противника, его важных объектов, нанеся ему большие потери.
Указом Президиума Верховного Совета СССР от 18 августа 1945 года за «образцовое выполнение боевых заданий командования на фронте борьбы с немецкими захватчиками и проявленные при этом отвагу и геройство» старший лейтенант Алексей Мишин был удостоен высокого звания Героя Советского Союза с вручением ордена Ленина и медали «Золотая Звезда» за номером 8197.
В 1948 году Мишин был уволен в запас. Проживал и работал в Москве. Скоропостижно скончался 24 декабря 1965 года, похоронен на Востряковском кладбище Москвы.

## Награды
Был также награждён двумя орденами Красного Знамени, орденами Отечественной войны 1-й и 2-й степеней, рядом медалей.